# Bolton (East Lothian)
Pour les articles homonymes, voir Bolton.
Bolton est un village situé dans l’East Lothian, en Écosse.